# Heinz Schlüter (Tischtennisspieler)
Heinz Schlüter (* 2. Oktober 1948 in Wien) ist ein ehemaliger österreichischer Tischtennisspieler. Er gehörte in den 1970er Jahren zu den besten Spielern in Österreich.

## Österreich
Schlüter ist mehrfacher österreichischer Meister. 1969 und 1972 gewann er die nationale Staatsmeisterschaft im Einzel, hinzu kommen vier Titelgewinne im Doppel: 1967 mit Conrad Köllner, 1968, 1970, 1972 jeweils mit Wolfgang Petrzalka. Mit dem Verein ASKÖ Strassenbahn Wien wurde er 1967, 1968 und 1969 Österreichischer Mannschaftsmeister. In einem Mannschaftskampf gelang ihm 1971 ein Sieg über den damaligen Weltmeister Tibor Klampár.
Von 1967 bis 1977 wurde er für sämtliche sechs Weltmeisterschaften nominiert. Er absolvierte mehr als 140 Länderspiele für Österreich.

## Deutschland
1972 begann Schlüter in der deutschen Bundesliga zu spielen. Er ist der erste Ausländer in der Bundesliga (zusammen mit seinem Landsmann Rudolf Weinmann). Bis 1974 war er bei Hertha BSC aktiv, danach wechselte er zum SSV Reutlingen 05. Mit diesem Verein gewann er 1976 und 1977 den DTTB-Pokal sowie 1977 die Deutsche Mannschaftsmeisterschaft. 1976 gelangte der Verein ins Endspiel des Europäischen Messestädte-Pokals. 1977 wurde er bei den deutschen Meisterschaften zusammen mit Peter Stellwag im Doppel Zweiter.
In den 1980er Jahren spielte Schlüter wieder in Österreich, kehrte aber 2001 nach Reutlingen zurück und ist seitdem hier (in der Verbandsliga) aktiv.

## Privat
Von Beruf ist Schlüter Diplom-Kaufmann. Mitte 1975 heiratete er Ursula Becker.

## Turnierergebnisse
| Verband | Veranstaltung     | Jahr | Ort        | Land | Einzel     | Doppel    | Mixed        | Team |
| ------- | ----------------- | ---- | ---------- | ---- | ---------- | --------- | ------------ | ---- |
| AUT     | Weltmeisterschaft | 1977 | Birmingham | ENG  | Scratched  | Scratched | keine Teiln. | 24   |
| AUT     | Weltmeisterschaft | 1975 | Calcutta   | IND  | letzte 64  | letzte 32 | keine Teiln. | 16   |
| AUT     | Weltmeisterschaft | 1973 | Sarajevo   | YUG  | letzte 64  | letzte 64 | keine Teiln. | 13   |
| AUT     | Weltmeisterschaft | 1971 | Nagoya     | JPN  | letzte 128 | letzte 64 | letzte 64    | 13   |
| AUT     | Weltmeisterschaft | 1969 | München    | FRG  | letzte 64  | letzte 64 | letzte 32    | 16   |
| AUT     | Weltmeisterschaft | 1967 | Stockholm  | SWE  | letzte 128 | letzte 32 | keine Teiln. | 21   |